# Schimanski: Kinder der Hölle
Kinder der Hölle ist ein Fernsehfilm aus der Kriminalreihe Schimanski der ARD.
Der Film wurde von Colonia Media produziert und am 9. Dezember 2001 zum ersten Mal im Ersten gesendet. Es ist die 10. Folge der Schimanski-Reihe mit Götz George.

## Handlung
Schimanski hat sich entschlossen seine Freundin Marie-Claire zu ehelichen, doch während der Zeremonie klingelt das Handy von Trauzeuge Hänschen, der sich prompt zu einem Mordfall aufmacht. Schimanski düpiert Marie-Claire und folgt Hänschen, um ihn beim Lösen des Falls zu unterstützen. Es geht nämlich um die minderjährige Stieftochter seines Ex-Kollegen Keller, die tot in einem Wohnwagen auf dem Campingplatz gefunden wurde. Sie wurde anscheinend Opfer von Kinderprostitution, da ihre Leiche Spuren mehrmaligen Geschlechtsverkehrs aufweist.
Doch was Schimanski am meisten verärgert ist, dass Hänschen und Hunger von dem Campingwagen durch die junge Prostituierte Niki einen Tag zuvor informiert wurden, aber nicht eingeschritten sind. Schimanski und Hunger fangen Niki ab und bringen sie in Schimanskis Wohnung. Während Hunger Niki auch persönlich näher zu kommen scheint, wird Schimanski von Marie-Claire, die sich in die gemietete Hochzeitssuite verkrochen hat, an der langen Leine gehalten. Während Hunger Aktenarbeit verrichtet, nimmt Niki Schimanski mit zu sich nach Hause, wo sie ihm ihre Tochter vorstellt. Anschließend nistet sie sich zusammen mit dem Kind in seiner Wohnung ein. Als Schimanski ihr die Tatortfotos zeigt, erwähnt sie, dass das Opfer ihr zuvor erzählt habe, dass es einen Belgier treffen wolle. Doch Nikis Zuhälter Sinna fängt sie samt Kind auf einem Parkdeck vor Schimanskis Wohnung ab und quartiert sie in seinem Bordell ein. Nebenher versucht sich Schimanski beim Kinderheim Seelenriß über ein weiteres Kind zu informieren, das wie das Opfer in einem Wohnwagen missbraucht wurde. Die Leiterin stellt sich jedoch stur. Schimanski ahnt nicht, dass Keller ihn auf Schritt und Tritt verfolgt, um selbst den Mörder seiner Tochter zu finden.
Als Sinna von Niki von einem gesuchten Belgier erfährt, gibt er Schimanski über Niki einen Tipp. Auf einem Campingplatz bei Nacht entwischt dieser Belgier Schimanski knapp, aber er kann ihn durch das Nummernschild seines Fluchtfahrzeuges ausfindig machen. Zu aller Überraschung handelt es sich bei dem Belgier um einen Bekannten von Marie-Claire, Daniel Laroc, sodass Schimanski auch Eifersucht auf der Suche nach ihm antreibt. Als er Laroc durch einen weiteren Hinweis in einer Absteige aufspürt, kommt es zu einem Zusammenstoß zwischen ihm, Laroc und Keller. Plötzlich stellt sich aber heraus, dass Laroc nur ein scheinbarer Freier ist, der anonym als Kunde für die Organisation Seelenriß Kinder aus ihrer Situation rettet und ins dortige Heim bringt. Zwischenzeitlich ist Hunger von Sinnas Schläger krankenhausreif geschlagen worden, nachdem er sich in eine Auseinandersetzung zwischen Keller und Niki eingemischt hatte. Auf einem Phantombild, das mit Hilfe eines von Laroc geretteten Mädchens erstellt wurde, identifiziert Hunger Nikis Zuhälter Sinna, der bei einer Razzia fliehen kann.

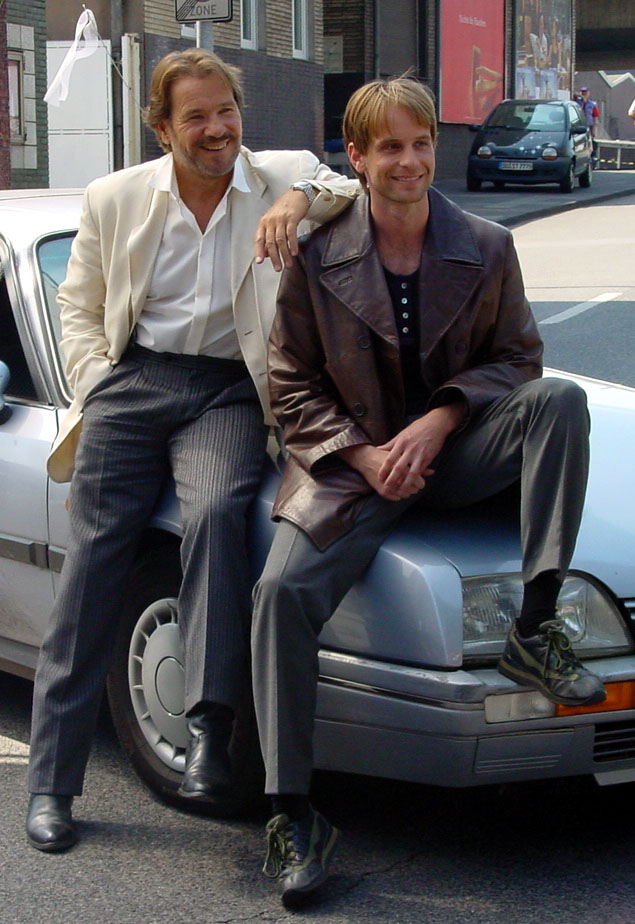
Götz George mit Julian Weigend und Citroën CX bei Dreharbeiten 2001

Im Supermarkt wird plötzlich Nikis Kind entführt. Sinna gibt ihr telefonisch vom Bahnhof aus den Hinweis, wo sie ihr Kind wieder finden kann, bevor er von Hunger und seinen Leuten gestellt wird. Schimanski jedoch jagt ihm Sinna auf dem Polizeirevier wieder ab, nachdem er von der Entführung erfahren hat, um ihn zu zwingen auszusagen, wohin er Niki geschickt hat. Keller fängt derweil Niki mit einer Waffe ab und bringt sie zu einem verlassenen Bundeswehrgelände, auf dem mehrere Wohnwagen stehen. Auf der Fahrt erkennt sie, dass Keller selbst pädophile Neigungen hat und seine Tochter zur Prostitution genötigt hat. Den Mord habe er jedoch nicht begangen. Er habe nur versucht, sein Problem auf diese Art zu therapieren. Wenige Minuten später erreicht auch Schimanski das Gelände und wird von Keller aufgefordert, ihm Sinna auszuliefern. Aus Angst vor Keller gibt dieser gegenüber Schimanski zu, das Mädchen getötet zu haben. Er wurde von Keller gezwungen, Kinder zu prostituieren, und wollte ihn durch den Tod des Mädchens auffliegen lassen, um sich von ihm zu lösen. Als Keller die Geduld verliert und Schimanski zu töten droht, wird er im letzten Moment von Hunger aus dem Hinterhalt erschossen. Am Ende versucht Schimanski noch einmal, Marie-Claire im Standesamt das Ja-Wort zu geben, als wieder einmal ein Handy klingelt.

## Hintergrund
Das Thema Kinderprostitution war bereits Handlungsgrundlage im Schimanski-Tatort Kinderlieb von 1991.
Oberstaatsanwältin Schäfer spielt ab dieser Folge keine Rolle mehr. Stattdessen sind Hunger und Hänschen Kollegen bei der Duisburger Kripo. Die Büros sind nicht mehr in einem modernen Hochhaus angesiedelt, sondern wieder in altmodischen Büros wie in den alten Schimanski-Tatortfolgen ansässig.
Johan Leysen spielte auch in der Schimanski-Folge Muttertag den Gerichtsmediziner Dr. Gordon.